# Statuti di Mandello del XIV secolo

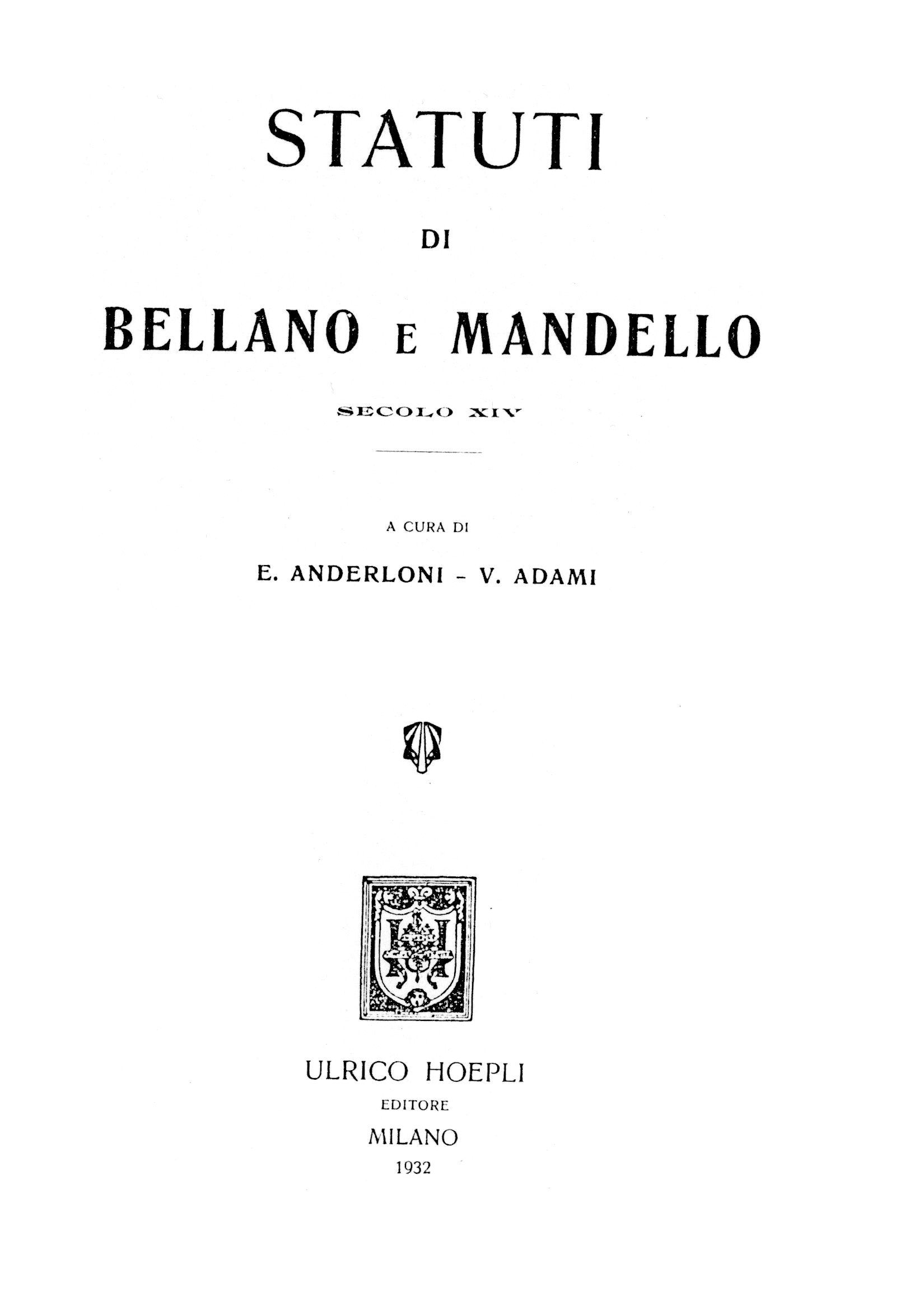
Edizione critica del 1932

Gli Statuti di Mandello del XIV secolo (in latino indicati come Statuta Mandelli o Statuta et ordinamenta terre Mandelli) sono raccolte di norme, realizzate alla fine del XIV secolo dalla comunità di Mandello del Lario, comprendente anche gli attuali comuni di Lierna, Abbadia Lariana e Vassena (frazione di Oliveto Lario).

## Fonti
Esistono due fonti distinte degli Statuti di Mandello.

### Biblioteca Civica Gambalunga
Le norme dell'intera comunità sono fornite da un manoscritto (Sc-Ms. 51) della Biblioteca Civica Gambalunga di Rimini, attribuito al XVII sec.
Il testo latino contiene 355 articoli senza alcuna suddivisione in rubriche generali.

### Archivio Caprotti-Airoldi
Norme relative ai dazi del comune di Mandello sono contenuti in un manoscritto conservato presso l'Archivio Caprotti-Airoldi di Albiate.
Il testo in volgare, tradotto nel 1614, contiene quaranta articoli copiati il 18 gennaio 1380.

## Contenuti

### Statuti della comunità di Mandello
Il testo degli articoli presentano un breve proemio che indica Gian Galeazzo Visconti come signore e permettono di assimilare queste versioni a quelle redatte nell'ultimo ventennio del XIV secolo nelle comunità vicine (Lecco e Valsassina).
I 355 articoli, nonostante l'assenza di suddivisioni esplicite, possono essere raggruppati per argomento e presentano molte affinità con gli Statuti viscontei di Milano:
- Citazioni (1-6)
- Giudizi (7-9, 50-62)
- Prove e testimonianze (9-18)
- Beni e diritti reali (19-28)
- Bandi (29-39)
- Esecuzioni (40-46)
- Fideiussioni (47-49)
- Appelli (63-74)
- Esibizione di atti (75-81)
- Giuramenti (82-83)
- Calendario giudiziario (84-94)
- Compromessi, arbitrati e arbitraggi (95-104)
- Sequestro, deposito e custodia di pegni (105-143)
- Rimozione delle frodi (144-158)
- Successioni (159-185)
- Alimenti tutele e curatele (186-190)
- Validità degli atti (191-206)
- Norme varie (207-217)
- Coloni, massari e locazioni (218-243)
- Aggiunte (244-250)
- Norme penali (251-296)
- Norme annonarie (297-302)
- Amministrazione (303-309)
- Aggiunte annonarie (310-317)
- Aggiunte per amministrazione (318-324)
- Aggiunte penali (325-331)
- Aggiunte varie (332-335)

### Dazi del comune di Mandello
I quaranta articoli relativi ai dazi riguardano il commercio di bestiame, carne, crusca, fieno, carbone, paglia, grano, pietre, cenere e vino; le norme riguardano inoltre la pesca e il trasporto sul Como e aspetti della caccia. Le ultime norme riguardano l'attività dei notai e il sequestro di beni.
Al termine sono riportati due estratti dagli Statuti di Como del 1335, riguardanti le unità di peso.